# Seznam ekvadorskih pesnikov
Seznam ekvadorskih pesnikov.

## A
- Jorge Enrique Adoum
- Jorge Carrera Andrade

## D
- Miguel Donoso

## E
- Ulises Estrella

## G
- Euler Granda

## H
- Juan Andrade Heymann

## J
- Carlos Eduardo Jaramillo

## L
- Margarita Laso
- Violeta Luna

## M
- Edwin Madrid

## O
- José Joaquín de Olmedo

## P
- Miguel Donoso Pareja

## Q
- Aleyda Quevedo

## V
- Fernando Cazón Vera